# Anisia ophthalmica
Anisia ophthalmica là một loài ruồi trong họ Tachinidae.